# Tobias Werner
Tobias Werner   (Gera, 19 de juliol de 1985) és un futbolista alemany jugant de centrecampista pel FC Augsburg.